# Андзін
Андзін (пол. Andzin) — село в Польщі, у гміні Насельськ Новодворського повіту Мазовецького воєводства.
Населення — 345 осіб (2011).
У 1975-1998 роках село належало до Цехановського воєводства.

## Демографія
Демографічна структура станом на 31 березня 2011 року:
|          | Загалом | Допрацездатний вік | Працездатний вік | Постпрацездатний вік |
| -------- | ------- | ------------------ | ---------------- | -------------------- |
| Чоловіки | 168     | 36                 | 115              | 17                   |
| Жінки    | 177     | 36                 | 91               | 50                   |
| Разом    | 345     | 72                 | 206              | 67                   |